# (35816) 1999 JU49
1999 JU49 (asteroide 35816) é um asteroide da cintura principal. Possui uma excentricidade de 0.01767750 e uma inclinação de 4.15826º.
Este asteroide foi descoberto no dia 10 de maio de 1999 por LINEAR em Socorro.